# أطول الحكام حكما
قائمة تتضمن أطول الحكام حُكمًا منذُ العام 1899 حتى 2025 فقط:
| قائمة أطول الحكام حكمًا منذ العام 1899 حتى العام 2025 |       |                                  | |
| الحاكم                                               | صورته | الفترة                           | مُلاحظات |
| الملك سوبهوزا الثاني                                 |       | 10 ديسمبر 1899-21 أغسطس 1982     | حكم مملكة سوازيلاندا لمدة 82 سنةً و8 أشهرٍ و11 يومًا، حتى وفاته، وتعد فترة حكمه أطول فترة حكم في العالم حتى يومنا هذا.             |
| الملكة إليزابيث الثانية                              |       | 6 فبراير 1952-8 سبتمبر 2022      | حكمت كُلًّا من المملكة المتحدة وكندا وأستراليا ونيوزيلندا وثلاث عشرة دولة من دول الكومنولث لمدة 70 سنةً و7 أشهرٍ ويومان، حتى وفاتها. |
| الملك بوميبول أدوليادج                               |       | 9 يونيو 1946-13 أكتوبر 2016      | حكم تايلاند لمدة 70 سنةً و4 أشهرٍ و4 أيامٍ، حتى وفاته.                                                                             |
| الإمبراطور هيروهيتو                                  |       | 25 ديسمبر 1926-7 يناير 1989      | إمبراطور اليابان لمدة 62 سنةً و13 يومًا، حتى وفاته.                                                                               |
| السلطان حسن البلقية                                  |       | 4 اكتوبر 1967 - حتى الآن (2025)  | سلطان سلطنة بروناي لمدة 57 سنةً و5 أشهرٍ و17 يومًا.                                                                                |
| السلطان قابوس بن سعيد                                |       | 23 يوليو 1970-10 يناير 2020      | حكم سلطنة عُمان لمدة 49 سنةً و5 أشهرٍ و18 يومًا، حتى وفاته.                                                                         |
| السلطان خليفة بن حارب                                |       | 9 ديسمبر 1911-9 أكتوبر 1960      | سلطان سلطنة زِنجبار لمدة 48 سنةً و10 أشهرٍ، حتى وفاته.                                                                             |
| الملكة مارغريت الثانية                               |       | 14 يناير 1972 - 14 يناير 2024    | حَكَمَت مملكة الدنمارك لمدة 52 سنةً حتى إعلان تنازُلها عن العرش الملكي.                                                              |
| الملك الحسين بن طلال                                 |       | 11 أغسطس 1952-7 فبراير 1999.     | ملك المملكة الأردنية الهاشمية لمدة 46 سنةً و5 أشهرٍ و27 يومًا، حتى وفاته.                                                          |
| الملك كارل السادس عشر غوستاف                         |       | 15 سبتمبر 1973 - حتى الآن (2025) | ملك مملكة السويد لمدة 51 سنةً و6 أشهرٍ و6 أيامٍ.                                                                                   |
| العقيد معمر القذافي                                  |       | 1 سبتمبر 1969-20 أكتوبر 2011     | عُرِف باسم قائد الثورة في ليبيا، حكمها لمدة 42 سنةً وشهرًا واحدًا و19 يومًا، حتى وفاته.                                               |